# الكرماء
قرية الكرماء هي إحدى القرى التابعة لمركز دكرنس في محافظة الدقهلية في جمهورية مصر العربية. حسب إحصاءات سنة 2006، بلغ إجمالي السكان في الكرماء 7976 نسمة، منهم 4051 رجل و3925 امرأة.